# Możejki
Możejki (lit. Mažeikiai wymowaⓘ, żmudz. Mažeikē; 1899-1918 Murawiewo) – miasto na północy Litwy przy granicy z Łotwą położone nad rzeką Windawą. Liczba mieszkańców ok. 45,3 tys. (ósme pod względem liczby mieszkańców miasto Litwy). Rejon możejski wchodzi w skład okręgu telszańskiego.

## Historia
Miasto po raz pierwszy wspominane w źródłach pisanych w 1335. Kronikarz inflanckiej gałęzi zakonu krzyżackiego opisał wówczas kampanię zakonu, podczas której złupiono ziemie księcia Mažeika. Miasto zaczęło się gwałtownie rozwijać w roku 1871, gdy przeprowadzono przez nie odcinek kolei libawsko-romieńskiej łączący Wilno z łotewskim portem Lipawa. W 1893 w Możejkach było już 13 sklepów i 5 piwiarni. W 1894 wybudowano cerkiew, w 1902 kościół katolicki, a w 1906 kościół ewangelicko-luterański.
Podczas okupacji hitlerowskiej, 26 lipca 1941 roku Niemcy utworzyli getto dla żydowskich mieszkańców. Przebywało w nim około 6000 osób (w tym Żydzi z Okmian, Siadów, Wiekszni, Tyrkszli, Żydyków, Pikiel, Klikoli, Lackowa, Łajżewa i Wegier). 9 sierpnia 1941 roku Niemcy zlikwidowali getto, a Żydów zamordowano na cmentarzu żydowskim. Sprawcami zbrodni byli żołnierze z Einsatzkommando 2, oraz litewskie służby bezpieczeństwa.

## Gospodarka
W Możejkach znajduje się rafineria Orlen Lietuva (wcześniej Mažeikių Nafta), której pakiet kontrolny 26 maja 2006 kupił PKN Orlen od rosyjskiego koncernu Jukos oraz stacja kolejowa Możejki.

## Linki zewnętrzne

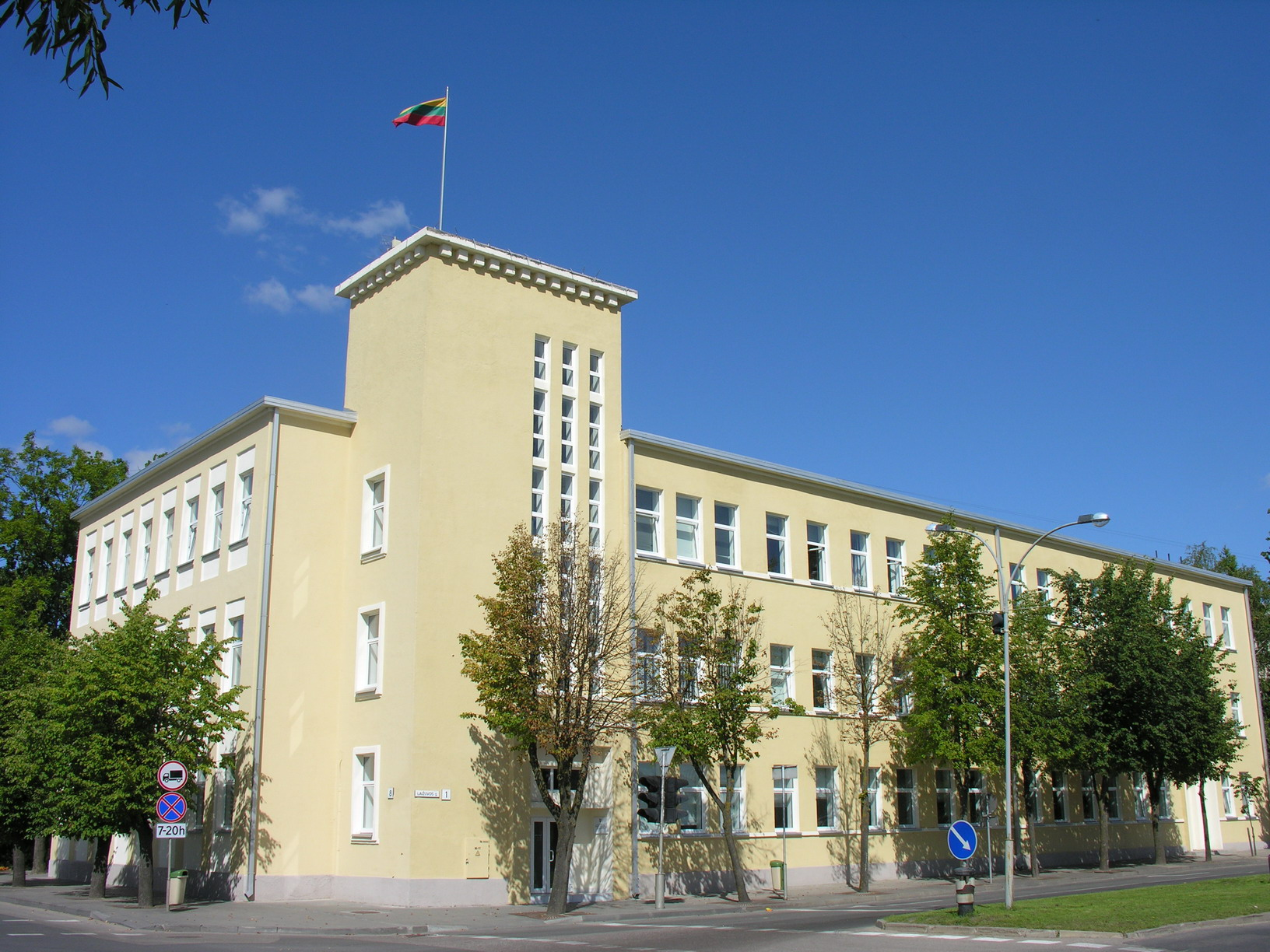
Możejki, siedziba gminy
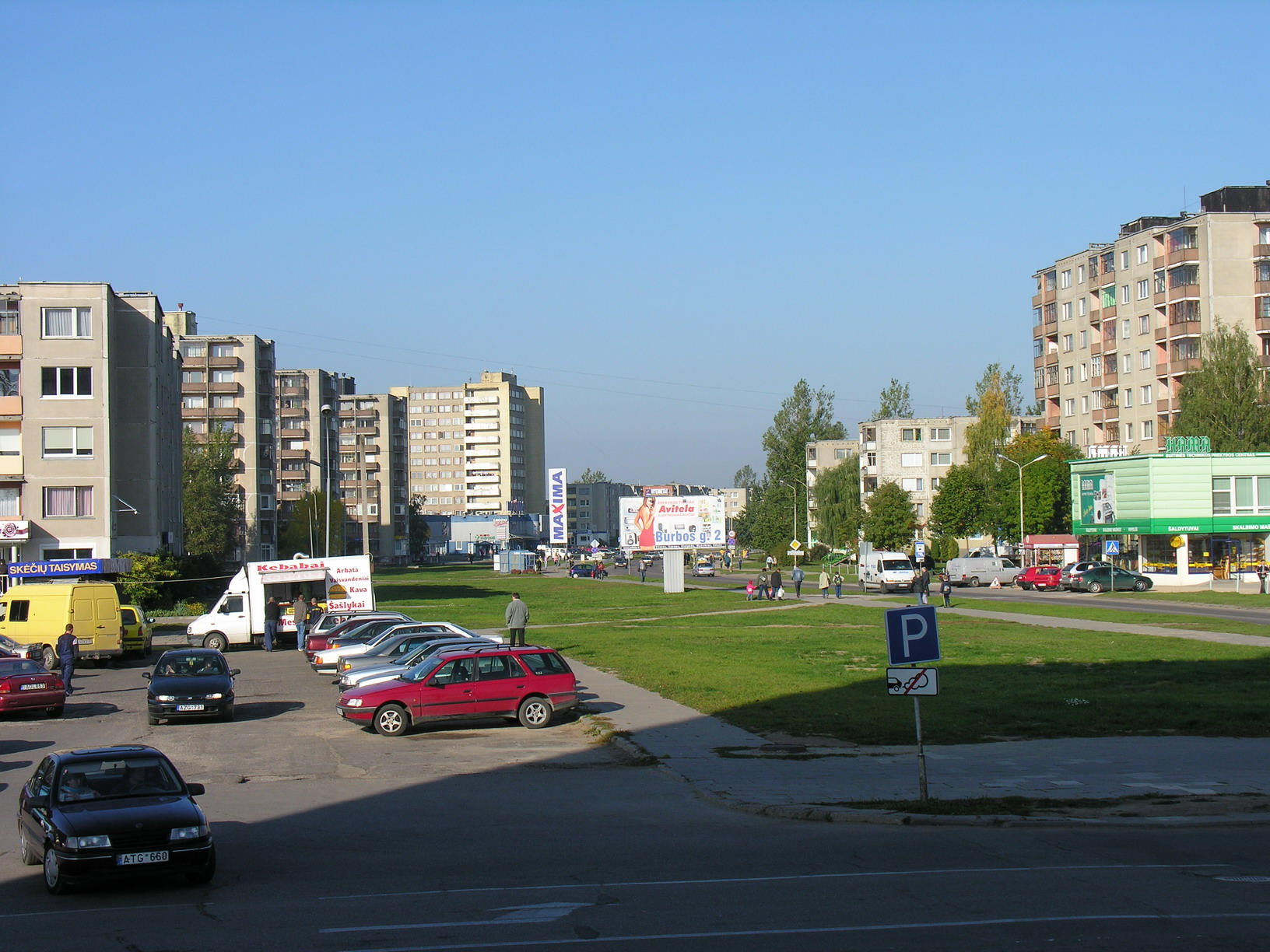
Typowe blokowiska w Możejkach
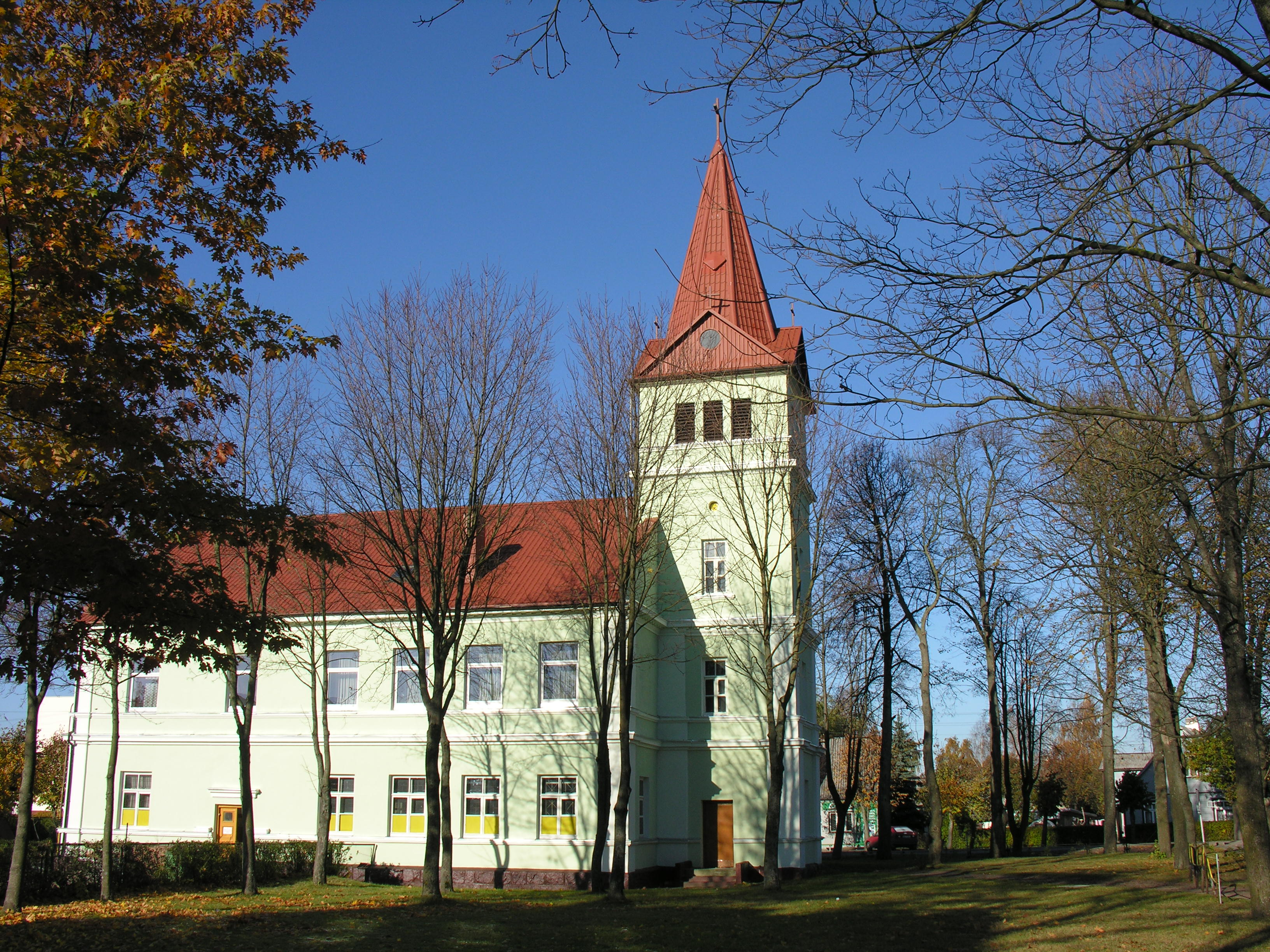
Zbór luterański

## Miasta partnerskie
- Hawierzów
- Maribo
- Nowopołock
- Paide
- Płock
- Saldus